# Tina Nicoletta
Tina Nicoletta (Crotone, 27 febbraio 1961 – Roma, 4 febbraio 2023) è stata una cantautrice, musicista e scrittrice italiana, co-fondatrice del gruppo musicale Paideja.

## Biografia
Laureata in ingegneria elettronica, fece parte del gruppo Paideja, che partecipò a Sanremo Giovani 1993 con il brano L'anima, qualificatosi quindi per la sezione Nuove Proposte del Festival di Sanremo 1994 con il brano Propiziu ventu, scritto da lei e dalla sorella Valeria Nicoletta sulla base di una poesia in dialetto crucolese del poeta Emanuele Di Bartolo. Pur non vincendo, il brano entrò comunque nella storia della kermesse musicale sanremese in quanto per la prima volta interpretato in dialetto locale e, per la precisione, quello calabrese.
Nel 1994 fu una delle vincitrici della 5ª edizione del premio Città di Recanati con il brano Madama Dorè.
Nel 2013 pubblicò il suo primo – e unico – libro di racconti dal titolo Due racconti per Natale, edito a Roma da ilmiolibro.it di proprietà del Gruppo Editoriale L'Espresso.
Tina Nicoletta è morta il 4 febbraio 2023 a Roma, in seguito a un malore.

## Opere
- Due racconti per Natale, Roma, ilmiolibro.it, 2013. ISBN 978-88-910-6142-3